# 3049 Kuzbass
3049 Kuzbass è un asteroide della fascia principale. Scoperto nel 1968, presenta un'orbita caratterizzata da un semiasse maggiore pari a 3,1171203 UA e da un'eccentricità di 0,1408738, inclinata di 2,49870° rispetto all'eclittica.